# بلک‌استون (ایلینوی)
بلک‌استون (به انگلیسی: Blackstone) یک منطقهٔ مسکونی در ایالات متحده آمریکا است که در شهرستان لیوینگستون، ایلینوی واقع شده‌است. بلک‌استون ۲۲۴٫۹۵ متر بالاتر از سطح دریا واقع شده‌است.